# Echo Summit (Pass)
Der Echo Summit ist ein Gebirgspass im östlichen Teil des El Dorado Countys im US-Bundesstaat Kalifornien. Der 2.250 m hohe Pass liegt zwischen den Tälern der beiden Flüsse South Fork American River und Truckee River. Er wird vom hier als El Dorado Freeway bezeichneten U.S. Highway 50 überquert, der den Ort Meyers auf der östlichen Talseite mit dem dünn besiedelten Tal des American Rivers verbindet.

## Geschichte
Erstmals befahrbar wurde der Pass 1913 durch den Bau des Lincoln Highway, der hier als Sierra Nevada Southern Route (auch Pioneer Route) verlief.
Vom 6. bis zum 16. September 1968 fanden in dieser Höhe die Wettkämpfe zur Auswahl der an den Olympischen Spielen teilnehmenden US-Athleten statt, um sich an die Höhenlage des damaligen Austragungsortes Mexiko-Stadt zu gewöhnen. Hierzu wurde auch eine der ersten Kunststoffbahnen gebaut. Während der Wettkämpfe wurden vier neue Weltrekorde aufgestellt.